# لورانس بروك
لورانس بروك (بالإنجليزية: Lawrence Brock)‏ هو سياسي أمريكي، ولد في 16 أغسطس 1906 في كولمبوس في الولايات المتحدة، وتوفي في 28 أغسطس 1968 في زيون في الولايات المتحدة. حزبياً، نشط في الحزب الديمقراطي. وقد انتخب عضو مجلس النواب الأمريكي.